# 부정합

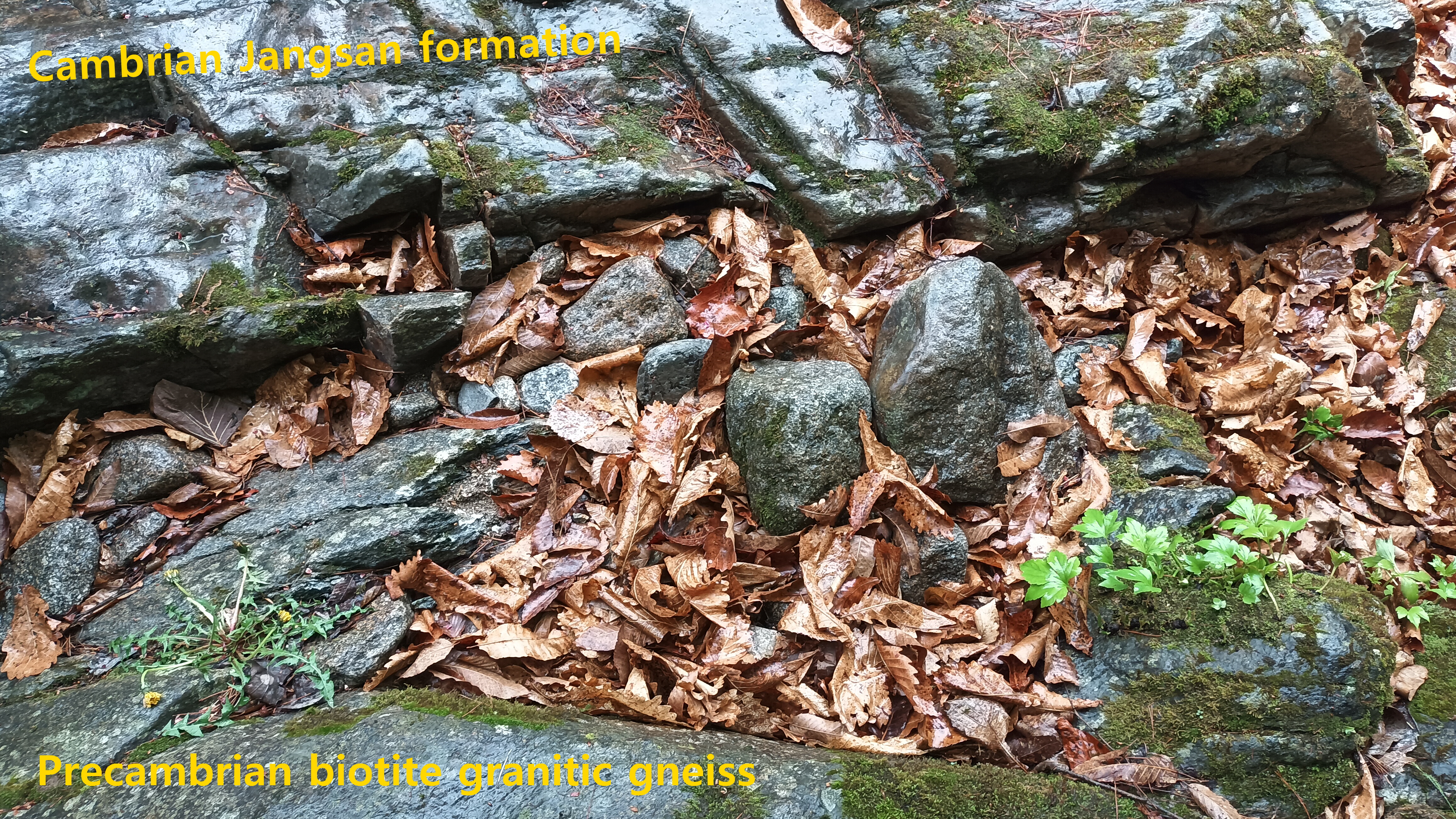
단양군 단양읍 천동리의 다리안 계곡에 드러난 캄브리아기 조선 누층군 장산 규암층과 선캄브리아기 화강편마암의 부정합 경계 다리안 부정합의 부정합면다. 위쪽이 장산 규암층, 아래쪽이 화강편마암이다.

부정합(不整合)은 지질구조가 연속적으로 나타나지 않고 오랜시간의 단절이 있은 후 퇴적된 지질 구조이다. 퇴적-습곡/단층-융기-침식-침강-퇴적의 과정을 거쳐 생성되며 여기서 침강 후 쌓이는 가장 처음의 퇴적층을 기저 역암이라고 한다.

## 한국의 부정합

### 선캄브리아기/조선 누층군
선캄브리아기 영남 육괴와 옥천 습곡대의 조선 누층군 장산 규암층은 부정합 관계에 있다. 단양군에는 사진과 같은 부정합이 드러나 있으며 단양 유네스코 세계지질공원의 지질명소인 다리안 부정합으로 지정되어 있다.

### 조선 누층군/평안 누층군

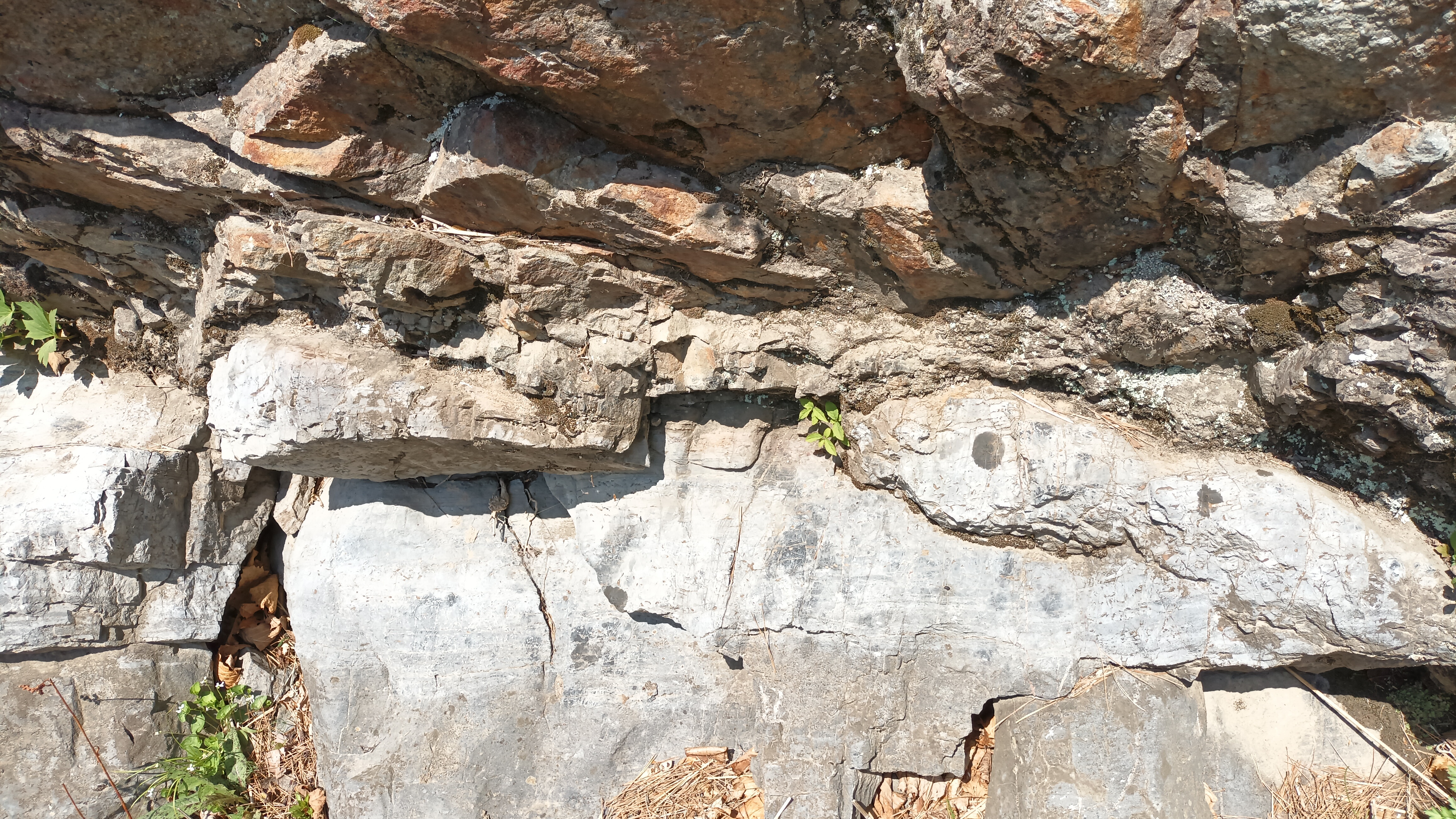
태백시 동점동에 드러난 조선 누층군 두위봉층과 평안 누층군 만항층 간의 부정합

조선 누층군과 평안 누층군은 부정합 관계이다. 태백시 동점동에는 사진과 같이 조선 누층군 두위봉층과 평안 누층군 만항층이 부정합 관계로 접촉한다.

## 종류

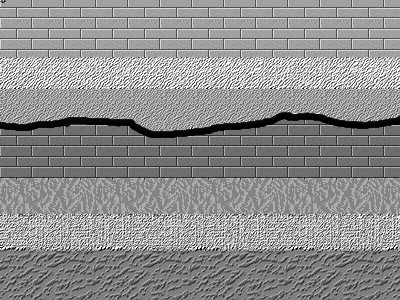
평행 부정합(Disconformity)
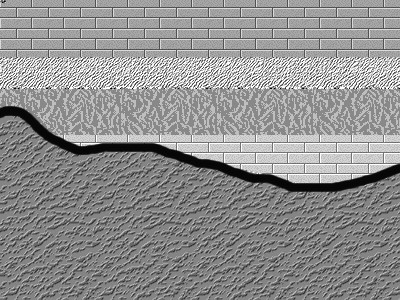
난정합(Nonconformity)
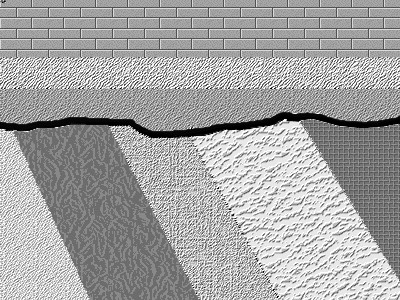
경사 부정합(Angular unconformity)
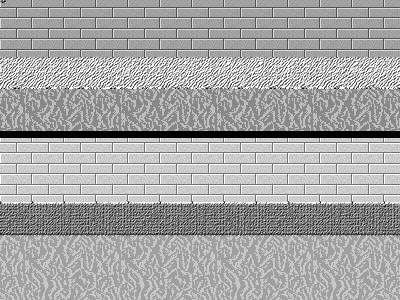
준정합(Paraconformity)

## 같이 보기
- 정합